# Eching (Landkreis Freising)
Eching ist eine Gemeinde und ein Dorf im oberbayerischen Landkreis Freising.

## Name
Der Ortsname geht vermutlich auf einen bajuwarischen Edlen oder Sippenältesten namens Ecco oder Echo, verschiedentlich auch Eho geschrieben, zurück; wieder andere Quellen sprechen davon, dass dies eine alte Bezeichnung für einen Pferdezüchter sei. Man vermutet eine Ableitung aus dem Indoeuropäischen *eho für Ross bzw. Pferd. Im Jahr 773 bzw. 776 wird Eching Ehingas genannt. Anno 1567 heißt der Ort Egen. Etwas später im Jahre 1595 schreibt man Öching. In einer anderen Urkunde aus dem Jahre 1601 ist von Oeching auf’m G’füll die Rede. Wie lange sich der Name Oeching auf’m G’füll gehalten hat, ist nicht bekannt. Jedoch schon nach dem Dreißigjährigen Krieg heißt der Ort Eching. Später wurde Eching von Amts wegen her Eching bei Freising umbenannt, um es von der Gemeinde Eching bei Landshut zu unterscheiden.

## Geografie
Die Gemeinde liegt an der S-Bahn-Linie 1 und an den Autobahnen A 9 und A 92.
Das Gemeindegebiet erstreckt sich auf der Münchner Schotterebene vom westlichen Ufer der Isar im Gemeindeteil Dietersheim bis zu den Ausläufern des tertiären Donau-Isar Hügellandes im Gemeindeteil Günzenhausen. Darüber hinaus befinden sich auch Teile des Naturwaldes Auwälder an der mittleren Isar innerhalb oder in der Nähe der Gemeinde.

### Gemeindegliederung
Die Gemeinde hat sieben Gemeindeteile (in Klammern ist der Siedlungstyp angegeben):
- Dietersheim (Kirchdorf)
- Deutenhausen (Dorf)
- Eching (Pfarrdorf)
- Eching-Ost (Gewerbegebiet)
- Günzenhausen (Kirchdorf)
- Hollern (Weiler)
- Ottenburg (Dorf)

Am Geflügelhof ist kein amtlich benannter Gemeindeteil.
Der Teil Hollerns westlich der Bundesstraße B 13 ist seit 1990 Gemeindeteil von Unterschleißheim.

### Nachbargemeinden
Die Gemeinde grenzt im Nordosten an das Gemeindegebiet von Neufahrn bei Freising, im Nordwesten an Haimhausen und Fahrenzhausen, westlich an Unterschleißheim, im Südwesten an Oberschleißheim, südlich an Garching und im Osten an Hallbergmoos.

## Geschichte

### Bis zur Gemeindegründung
Siedlungsspuren im Echinger Gemeindegebiet reichen bis in die Hallstattzeit zurück. So wurden schon vor dem Zweiten Weltkrieg in Eching in Gräbern Eisenschwertklingen aus der Zeit von 1000 bis 500 v. Chr. gefunden. 1980 entdeckte man bei Straßenbauarbeiten Spuren von Gebäuden aus dieser Zeit. Weitere Bodenfunde belegen eine kontinuierliche Besiedlung bis ins Jahr 2000 v. Chr.
Eine Römerstraße führte von Gauting über Eching nach Freising, so fand man römische Münzen und Ziegelreste entlang der Straße.
Erstmals urkundlich wurde Eching als Ehingas am 24. Juli 773 erwähnt. Der Freisinger Bischof Arbeo ließ bei seinem Aufenthalt in Ehingas eine Schenkung zu Gunsten des Freisinger Domes beurkunden. 1212 wurde unter Bischof Otto II. Eching und die unmittelbare Umgebung für das Bistum Freising erworben und gehörte fortan zur geschlossenen Hofmark Ottenburg.
Aus dem 12. Jahrhundert stammt das älteste noch bestehende Bauwerk in Eching, die ursprünglich romanische Sankt-Andreas-Kirche, die 1315 unter Bischof Emicho erstmals erwähnt wurde.
Während des Dreißigjährigen Krieges plünderten 1632 die Schweden die Gegend.
1803 endete durch die Säkularisation die Herrschaft des Hochstift Freising und die Hofmark wurde 1804 an Adam von Aretin verkauft.

### Gemeinde Eching
Eching wurde im Zuge der Verwaltungsreformen in Bayern 1808 eine selbständige Patrimonialgemeinde zweiter Klasse, die dem neu gebildeten Landgericht Freising zugeordnet wurde. Mit dem zweiten Gemeindeedikt 1818 wurden die Orte Dietersheim und Hollern der Gemeinde Eching zugeordnet.
1890 wurde der Bahnhof an der Eisenbahnlinie München – Landshut eröffnet. In diesem Zusammenhang entstand auch die erste Poststelle.
1902 wurde Eching an das Stromnetz und das öffentliche Telefonnetz angeschlossen.

### 20. und 21. Jahrhundert
Mit dem Bau der Autobahn 1936 bis 1938 setzte ein Wandel weg von der bis dahin eher bäuerlichen Struktur ein.
Die gemeinsame Einrichtung eines Gewerbegebietes, zwischen Eching und Neufahrn gelegen, und die Anbindung an die Landeshauptstadt München durch die S-Bahn haben aus der Gemeinde eine moderne Vorstadtgemeinde gemacht. 2002 war Eching ein Tatort beim Amoklauf von Eching und Freising.

### Eingemeindungen
Im Zuge der Gebietsreform wurde am 1. Januar 1978 der größere Teil der aufgelösten Gemeinde Günzenhausen (bei Eching) eingegliedert.

### Einwohnerentwicklung
Zwischen 1988 und 2024 wuchs die Gemeinde von 10.040 auf 14.627 um 4587 Einwohner bzw. um 45.7 %.
| Jahr           | Einwohner |
| -------------- | --------- |
| 1. Dez. 1840   | 680       |
| 1. Dez. 1871   | 828       |
| 1. Dez. 1900   | 1.049     |
| 16. Juni 1925  | 1.093     |
| 17. Mai 1939   | 1.420     |
| 13. Sept. 1950 | 2.211     |
| 6. Juni 1961   | 2.764     |
| 27. Mai 1970   | 5.155     |
| 25. Mai 1987   | 9.293     |
| 31. Dez. 1991  | 10.419    |

| Jahr          | Einwohner |
| ------------- | --------- |
| 31. Dez. 1995 | 11.204    |
| 31. Dez. 2000 | 12.729    |
| 31. Dez. 2001 | 12.923    |
| 31. Dez. 2002 | 12.896    |
| 31. Dez. 2003 | 12.841    |
| 31. Dez. 2004 | 12.770    |
| 31. Dez. 2005 | 12.898    |
| 31. Dez. 2006 | 13.052    |
| 31. Dez. 2007 | 13.077    |
| 31. Dez. 2008 | 12.929    |

| Jahr              | Einwohner |
| ----------------- | --------- |
| 31. Dez. 2009     | 13.104    |
| 31. Dez. 2010     | 13.275    |
| 31. Dez. 2011     | 13.469    |
| 31. Dez. 2012     | 13.225    |
| 31. Dez. 2013     | 13.415    |
| 31. Dez. 2014     | 13.403    |
| 31. Dez. 2015     | 13.809    |
| 31. Dez. 2016     | 13.906    |
| 31. Dez. 2018     | 14.010    |
| 31. Dez. 2019     | 14.025    |
| 31. Dezember 2024 | 14.627    |

### Einwohnerzusammensetzung
Aufteilung nach Gemeindeteilen (Stand: 31. Dezember 2008):
| Gemeindeteil | Einwohner 2008 | Einwohner 2007 | Einwohner 2006 | Einwohner 2020 |
| ------------ | -------------- | -------------- | -------------- | -------------- |
| Eching       | 11.072         | 10.770         | 11.035         | 10.465         |
| Dietersheim  | 1.249          | 1.434          | 1.391          | 2.007          |
| Günzenhausen | 852            | 859            | 884            | 992            |
| Ottenburg    | 168            | 175            | 173            | 195            |
| Deutenhausen | 216            | 214            | 236            | 240            |
| Hollern      | 138            | 190            | 61             | 214            |
| Eching-Ost   | 52             | 61             | 239            |                |

## Politik

### Gemeinderat
Die Kommunalwahlen 2002, 2008, 2014 und 2020 führten zu den folgenden Sitzverteilungen im Gemeinderat. Seit Mai 2014 gehören dem Gemeinderat sieben Parteien und Gruppierungen an:
| Partei / Wählergruppe | 2002 | 2008 | 2014 | 2020 |
| CSU                   | 12   | 9    | 8    | 6    |
| SPD                   | 8    | 8    | 5    | 5    |
| Grüne                 | –    | –    | 2    | 5    |
| Freie Wähler          | 4    | 6    | 5    | 4    |
| FDP                   | –    | 1    | –    | 1    |
| Echinger Mitte        | –    | –    | 1    | 1    |
| Bürger für Eching     | –    | –    | 3    | 2    |
| Gesamt                | 24   | 24   | 24   | 24   |

Nach Prozenten wurde folgendermaßen abgestimmt:
| Partei / Wählergruppe  | 2002 | 2008 | 2014 | 2020 |
| CSU                    | 49,5 | 37,9 | 31,7 | 27,6 |
| SPD                    | 31,8 | 30,8 | 21,6 | 19,8 |
| Grüne                  | –    | –    | 8,9  | 19,8 |
| Parteifreie Wähler     | 18,7 | 25,2 | 18,7 | 17,2 |
| FDP                    | –    | 6,0  | 1,8  | 4,4  |
| Echinger Mitte         | –    | –    | 5,0  | –    |
| Bürger für Eching      | –    | –    | 12,2 | –    |
| BfE/Echinger Mitte/ödp | –    | –    | –    | 11,3 |
| Gesamt                 | 100  | 100  | 100  | 100  |

Echinger Mitte und Bürger für Eching bilden im Gemeinderat die gemeinsame Fraktion BfE/EM/ödp.

### Bürgermeister
Von 1998 bis 2016 war Josef Riemensberger (CSU) Erster Bürgermeister. Für die Bürgermeisterwahl 2016 trat er nicht mehr an. Seit 1. September 2016 ist Sebastian Thaler (parteilos, auf Wahlvorschlag der SPD) im Amt, der sich in der Wahl im Juli 2016 mit 62,1 % der Stimmen gegen den dritten Bürgermeister Thomas Kellerbauer (CSU) durchsetzen konnte. Sebastian Thaler wurde bei der vorgezogenen Bürgermeisterwahl im März 2020 mit 77,19 % im Amt bestätigt.
| Amtszeit  | Erster Bürgermeister | Partei    |
| --------- | -------------------- | --------- |
| Seit 2016 | Sebastian Thaler     | parteilos |
| 1998–2016 | Josef Riemensberger  | CSU       |
| 1992–1998 | Rolf Lösch           | SPD       |
| 1972–1992 | Joachim Enßlin       | SPD       |
| 1966–1972 | Michael Liedl        | CSU       |
| 1946–1966 | Paul Käsmaier        | CSU       |

### Wappen
| Wappen von Eching | Blasonierung: „Geteilt von Gold und Blau; oben ein rot gekrönter Mohrenkopf, unten ein schwebendes goldenes Andreaskreuz zwischen zwei goldenen Blüten.“ |
| Wappen von Eching | Wappenbegründung: Das Wappen zeigt den Freisinger Mohr und ein von Heideblüten flankiertes Andreaskreuz. 1311 wurde Eching zur Hofmark des Hochstiftes Freising und trägt deshalb den Mohren im Wappen, das Andreaskreuz bezieht sich auf die Urpfarrei St. Andreas, die Blüten weisen auf das Naturschutzgebiet Garchinger Heide hin. Dieses Wappen wird seit 1967 geführt. |

### Gemeindepartnerschaften
Partnergemeinden sind:
- Italien: Seit 1972 Trezzano sul Naviglio, westlich von Mailand
- Peru: Seit 1993 Urubamba am Fluss Urubamba
- Ungarn: Seit 2005 Majs

### NordAllianz
Eching ist Mitglied in der NordAllianz – Metropolregion München Nord.

### Heideflächenverein Münchner Norden
Eching ist Mitglied im 1999 gegründeten Heideflächenverein Münchner Norden e. V. dessen Ziel es ist die „Heidelandschaft im Münchner Norden zu sichern und zu entwickeln“. Im Projektgebiet liegt unter anderem das Naturschutzgebiete Echinger Lohe, Garchinger Heide, Fröttmaninger Heide und Mallertshofer Holz mit Heiden. Neben der Gemeinde Eching sind in diesem Verein die Gemeinden Neufahrn und Oberschleißheim, die Städte Garching und Unterschleißheim, die Landkreise Freising und München, sowie die Landeshauptstadt München.

## Kultur und Sehenswürdigkeiten
Das Bürgerhaus Eching ist einer der wichtigsten Veranstaltungsorte der Gemeinde, dort befindet sich eine Kleinkunst-Bühne und Ausstellungsräume.

### Baudenkmäler
- Katholische Pfarrkirche St. Andreas
- Katholische Filialkirche St. Laurentius in Günzenhausen
- Schloss Ottenburg

### Sport
Es gibt mehrere Sportvereine. Der Sportclub Eching e. V. ist mit seinen zwölf Abteilungen und 1380 Mitgliedern, davon 600 Jugendliche (Oktober 2005) der sechstgrößte Sportverein im Landkreise Freising. Der Verein ist in die Abteilungen Karate, Judo, Tennis, Schach, Tischtennis, Baseball, Handball, Ballett, Basketball, Volleyball, Badminton und Leibesübung unterteilt.
Der TSV Eching ist ein 1947 gegründeter Fußballverein und hat 813 Mitglieder, davon 293 Jugendliche (Anfang 2004). Der TSV verfügt über eine Sportanlage mit vier Fußballplätzen und über ein Sportheim, das gleichzeitig öffentliche Gaststätte ist.
Weitere Vereine mit sportlicher Zielsetzung sind z. B. der Deutsche Alpenverein – Ortsverein Eching/Neufahrn, der Reitverein Gut Hollern und der Lady-Sportverein.

### Natur und Erholung

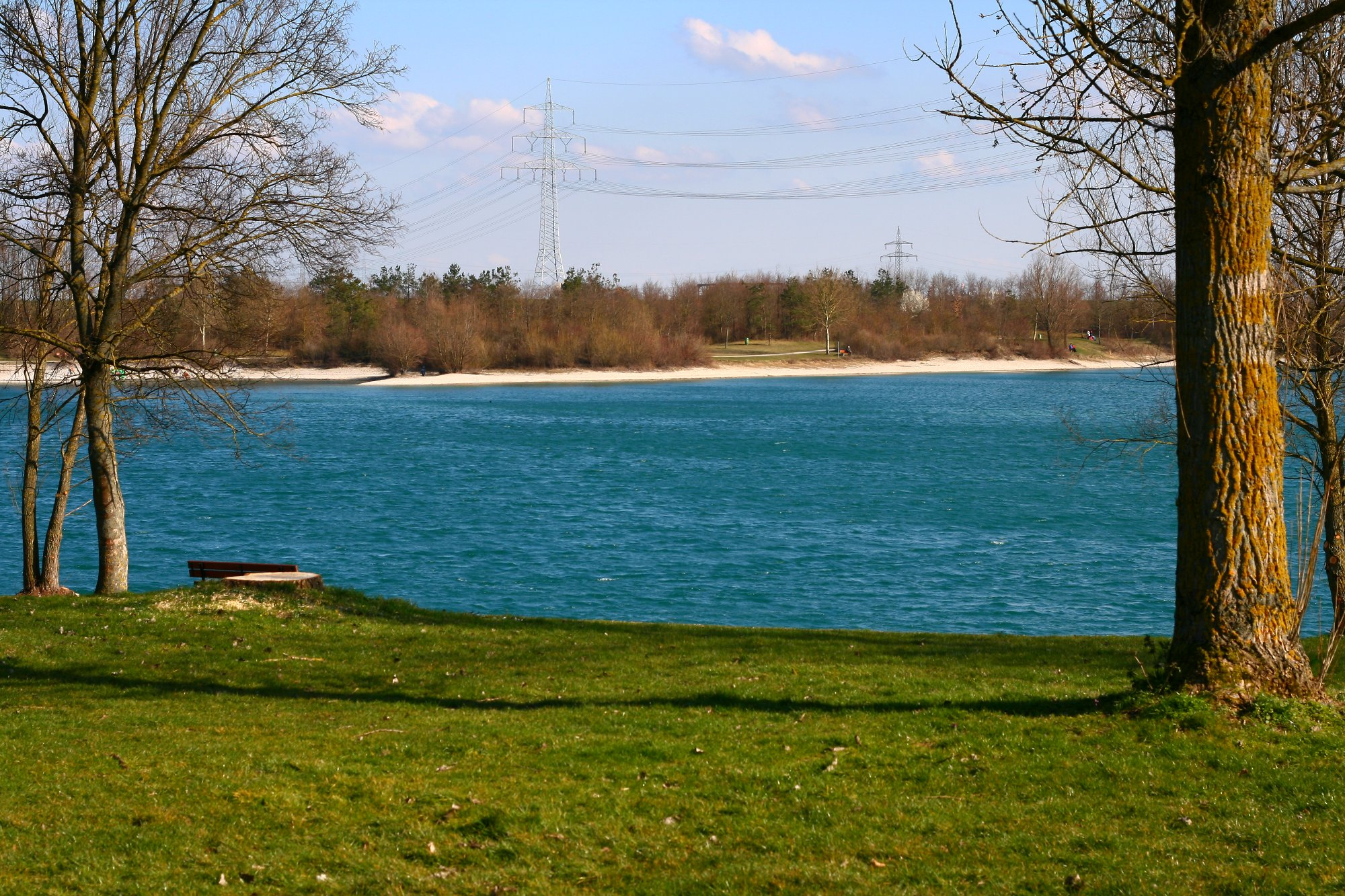
Echinger See – Blick auf die Badestrände
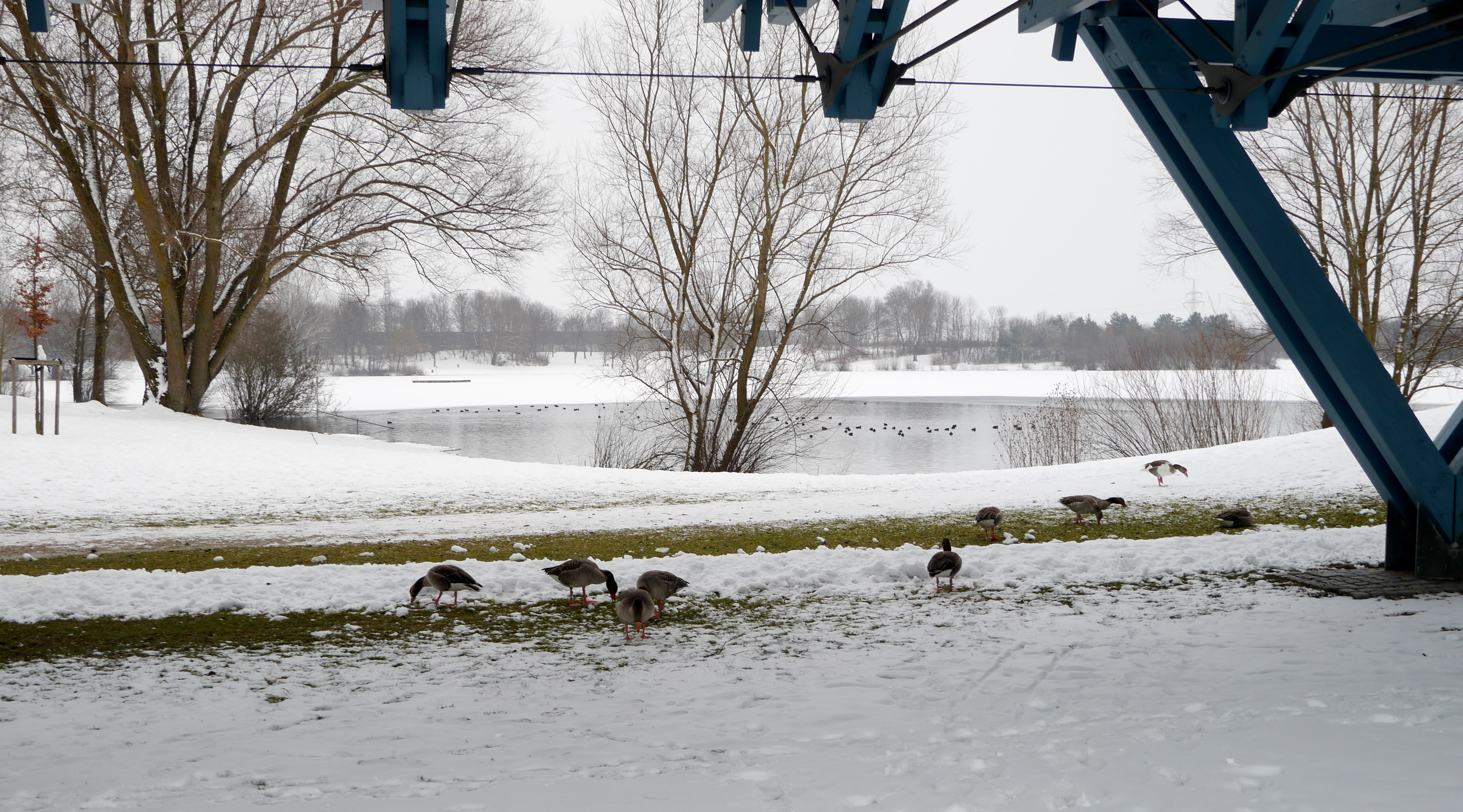
Echinger See im Winter
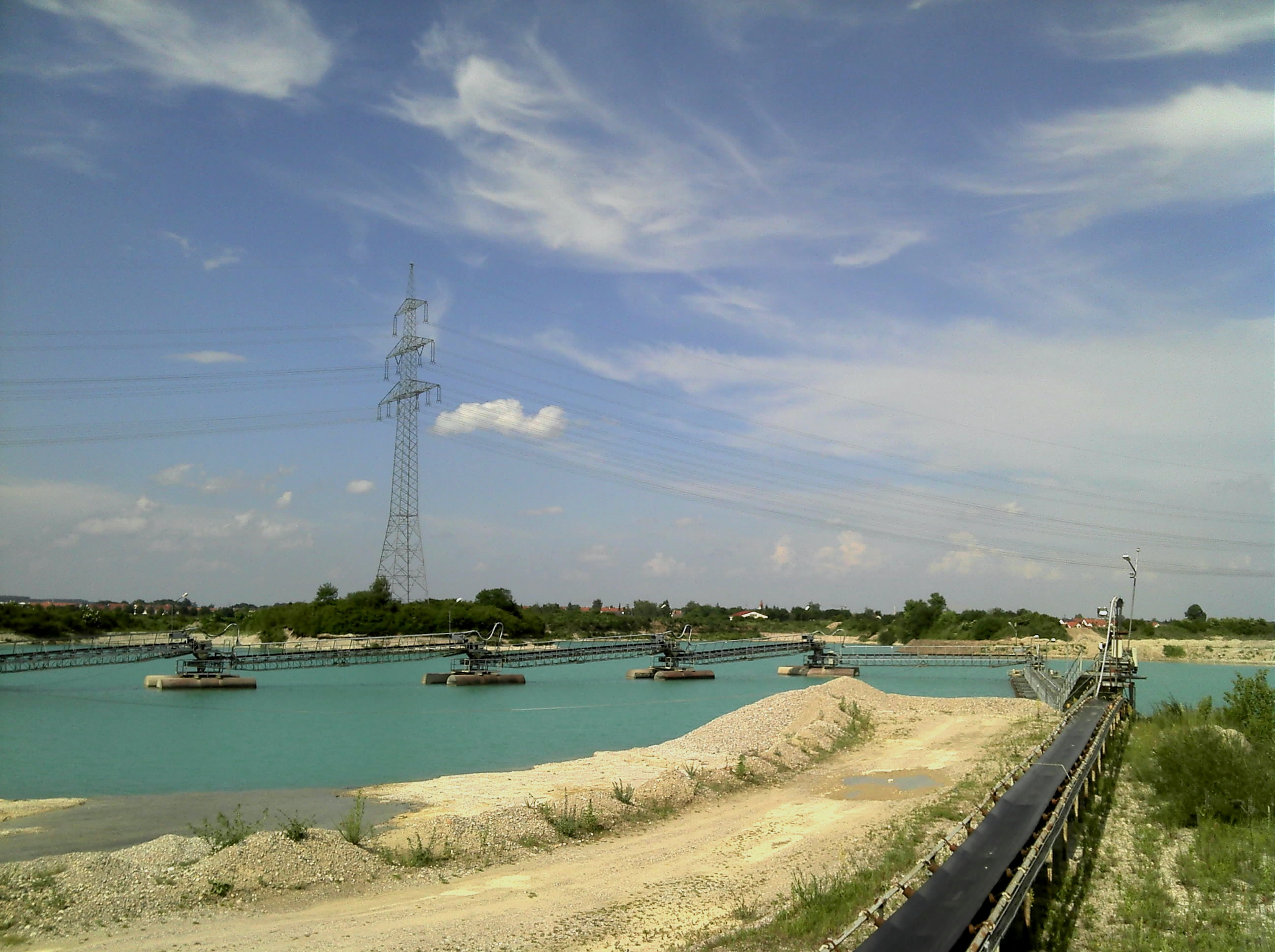
Hollerner See – Zukünftiges Naherholungsgebiet

Der Echinger See (auch: Ellwanger See) ist ein Badesee in der Gemeinde Eching. Der See war ursprünglich ein Baggersee, der aufgrund von Kiesentnahmen in den 1960er Jahren entstanden ist. In den 1980er Jahren wurde dieser um Liegewiesen, Spazierwege und Bereiche zur stillen Erholung zum Badesee erweitert. Der See ist maximal 17 m tief und sein Ufer ist etwa 1,7 km lang. Das Erholungsgelände ist etwa 33 Hektar (ha) groß, wovon der See 12,6 ha umfasst. Die Liegewiesen haben eine Fläche von 7,0 ha. Das Gelände bietet Beachvolleyballplätze, Tischtennisplätze, Sandspielplätze und Rundwanderwege. Außerdem befindet es sich in der Nähe des gemeindlichen Freizeitgeländes. Darüber hinaus befindet sich im Süden des Badesees ein kleines Biotop.
Für das leibliche Wohl sorgt ein Verkaufskiosk mit einem kleinen Biergarten. Mit zwei Parkplätzen und rund 800 Stellplätzen ist für genügend Parkmöglichkeiten gesorgt. Während der Badesaison (vom 15. Mai bis zum 15. September eines Jahres) stehen öffentliche Toiletten zur Verfügung.
Zwischen Eching und Hollern befinden sich mehrere Kiesbadeseen, die seit 2009 unter der Trägerschaft des Erholungsflächenvereins (Lkr. München) zu einem Naherholungsgebiet ausgebaut werden. Geplant ist eine Gesamtfläche von 90 ha, wobei der Hollerner See, als der größte Badesee, eine Fläche von 28 ha einnimmt.
Auf dem Gebiet der Gemeinde Eching befinden sich mehrere Naturschutzgebiete:
Garchinger Heide, Echinger Lohe und Mallertshofer Holz mit Heiden (seit 1995; reicht auch auf das Gebiet von Garching und Oberschleißheim im Landkreis München)

### Musik
Auf dem Freizeitgelände am Baggersee findet jährlich seit 2013 das Festival Brass Wiesn statt.

## Wirtschaft und Infrastruktur

### Verkehr
Die Gemeinde befindet sich südlich des Autobahnkreuzes A 9/A 92 und ist über die Ausfahrten Eching (A 9) und Eching-Ost (A 92) zu erreichen. Auch die Bundesstraße B 14 sowie die stark befahrenen Staatsstraßen 2053 und 2350 (ehemalige B 11) verlaufen durch das Gemeindegebiet.
Eching liegt an der im November 1858 eröffneten Bahnlinie München – Landshut, erhielt aber erst am 1. August 1890 einen eigenen Haltepunkt. Die Bahnhofseinrichtungen bestanden zunächst nur aus dem Bahnwärterhäuschen des Straßenübergangs nach Günzenhausen sowie zwei Wagenkästen, die auf Pfeilern aufgestellt als Güterhalle dienten. Im Jahr 1892 wurde ein Betriebsraum errichtet, 1893 ein zweites Gleis. 1934 wurde durch die damalige Reichsbahn ein Bahnhofsgebäude erbaut, das 1959 durch einen Neubau und eine Stückguthalle ersetzt wurde. Bereits 1960 wurde die Stückgutabfertigung (die zuvor bis zu 1200 Sendungen monatlich bearbeitete) geschlossen. Mit der Einrichtung des S-Bahn-Betriebs Anfang der 1970er Jahre wurden die Bahnsteige nach Norden hin verschoben und der Straßenübergang durch eine Fußgängerunterführung ersetzt.
Heute ist Eching durch die S-Bahn-Linie 1 des Münchner Verkehrs- und Tarifverbundes mit der Landeshauptstadt München, der Kreisstadt Freising und dem Münchner Flughafen verbunden.
Die S1 benötigt vom Münchner Hauptbahnhof (Richtung Freising/Flughafen) zum Bahnhof Eching etwa 30 Minuten und verkehrt tagsüber zwischen München und dem Flughafen im 20-Minuten-Takt. 2020 wurden am Echinger S-Bahnhof neue Fahrradabstellanlagen mit insgesamt 504 Stellplätzen gebaut.
Der südöstliche Gemeindeteil Dietersheim ist durch zwei Buslinien mit Eching, Neufahrn bei Freising und dem etwa 2 km entfernten U-Bahnhof Garching-Forschungszentrum der U-Bahn München verbunden. 2019 wurde eine Machbarkeitsstudie zu einer möglichen Verlängerung der U-Bahn nach Eching oder Neufahrn in Auftrag gegeben. In Eching verkehren weitere MVV-Regionalbus-Linien in die angrenzenden Gemeindegebiete.

### Ansässige Unternehmen

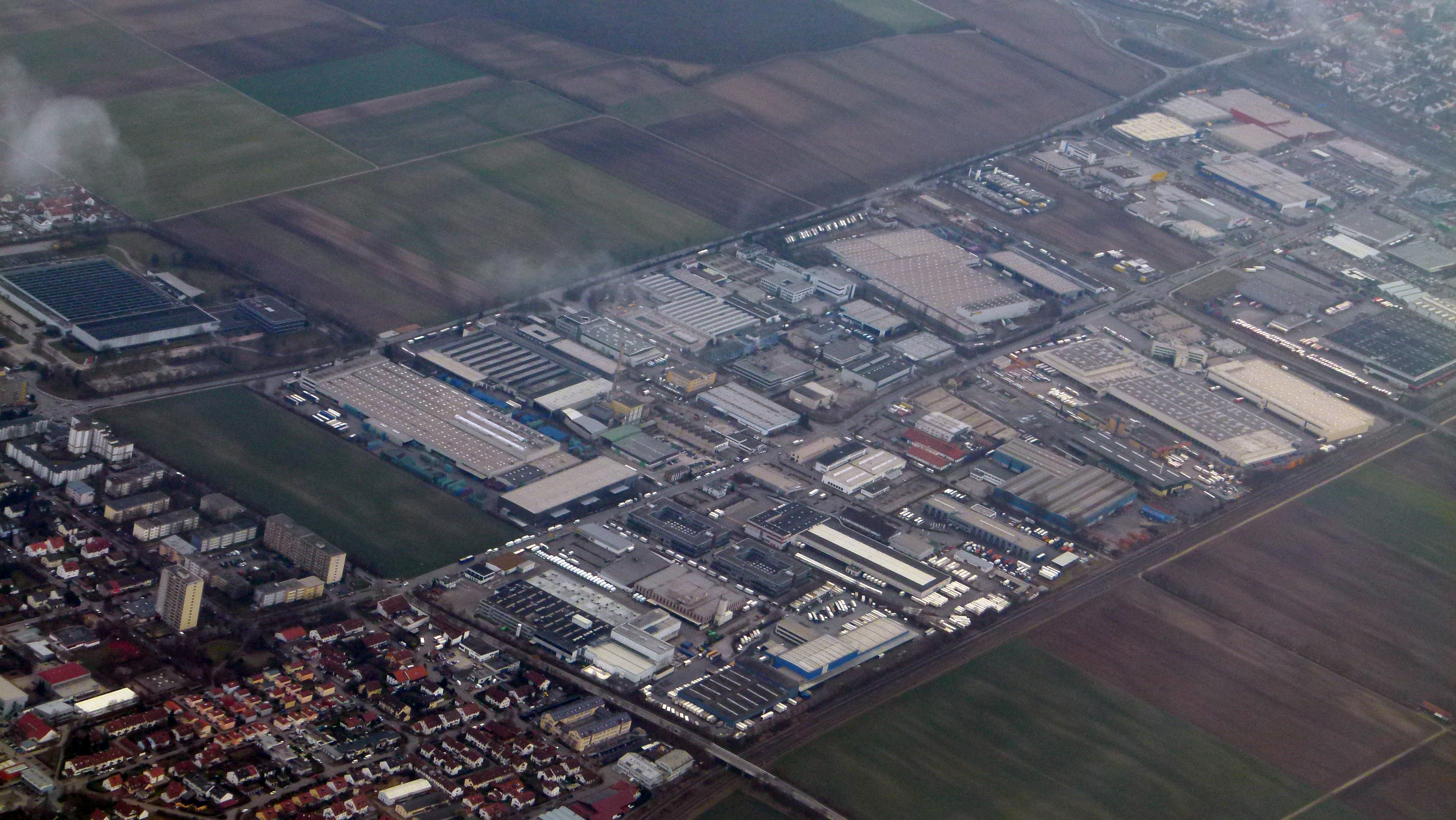
Gemeinsames Gewerbegebiet Eching/Neufahrn in Eching-Ost

Insgesamt sind im Gemeindegebiet Eching 1544 Betriebe ansässig.
Es gibt mehrere Gewerbe- und Industriegebiete. Im gemeinsamen Gewerbegebiet Eching/Neufahrn betreibt die STEAG im Auftrag ein Biomasse-Heizkraftwerk. Die im Münchener Norden verteilten BMW-Standorte finden sich auch in Eching. DENSO siedelte sich 1984 mit seinem Deutschlandstützpunkt an. Medela Medizintechnik hat im Industriegebiet Dietersheim, nahe dem Universitätscampus, seine Deutschlandzentrale und ein Logistikzentrum. Eching ist auch durch sein 1974 gegründetes IKEA-Möbelhaus bekannt (das erste in Deutschland).
Um IKEA haben mit der Zeit mehr und mehr Möbel- und Einrichtungshäuser Filialen eröffnet. Neben IKEA finden sich POCO, Maisons du Monde, Roller, Mömax, KARE und mehrere Küchenstudios. Durch die ansässigen Unternehmen, die Nähe zum Flughafen, die zentrale Lage zu den Gewerbegebieten im Münchener Norden sowie die Anbindung an zwei Autobahnen ist Eching auch logistisch interessant (u. a. Nippon Express, Versorgungszentrum BMW/Schenker). REWE betreibt in Eching seine Süd-Niederlassung und ein Zentrallager, aus dem 600 Supermärkte versorgt werden. Auch Edeka Südbayern ist hier mit einem Lager, aus dem 200 Supermärkte versorgt werden, aktiv. Neben Werken von Wiegel Feuerverzinken, Bodycote und den Unternehmenssitzen von Sachtler, Eurolub, Böhm & Wiedemann Novexx Solution, Hunold und HEKUMA sind insbesondere für Konsumenten noch die Fachmärkte hagebau und Adler-Modemarkt augenfällig. 2015 eröffnete das „AUDI Gebrauchtwagen :plus Zentrum München“ in Eching. Neben namhaften Firmen, die mit kleineren Büros in Eching vertreten sind, finden sich Bürogebäude, die junge und aufstrebende Firmen beheimaten.
Bis 1997 war Schmidt Spiele in Eching mit Sitz und Werk vertreten. Die Kontron AG hatte ihren Sitz bis 2013 in Eching. Seit Mai 2017 hat die Firma ATEC ihren Sitz in Teilen des ehemaligen Kontron-Gebäudes. Bis zur Insolvenz hatte Alpine seinen Deutschland-Hauptsitz in Eching.

### Bildung
- Die Volksschule Eching wurde im Schuljahr 2007/08 von 628 Schülern in 28 Klassen besucht.
- Die Grundschule Eching an der Nelkenstraße ist seit Herbst 1999 in Betrieb. Im Schuljahr 2020/21 wird sie von 155 Schülern besucht.[9]
- Die Realschule Eching  nahm im Herbst 2005 den Schulbetrieb in einem Container als Interimslösung an der Böhmerwaldstraße mit den 5. Klassen auf. Die Grundsteinlegung für den Neubau an der Nelkenstraße war am 5. Juli 2005. Seit August 2006 ist der Neubau fertiggestellt. Architekten waren Diezinger und Kramer aus Eichstätt. Die Schule wurde am 16. Mai 2007 als Imma-Mack-Realschule eingeweiht.
- Die Musikschule Eching ist eine von der Gemeinde Eching getragene öffentliche Einrichtung. Sie will Kinder mit den Grundelementen der Musik vertraut machen und musikalische Begabungen frühzeitig erkennen und fördern. Im Schuljahr 2020/21 belegen 724 Schüler Kurse an der Musikschule.[9]
- Die Volkshochschule Eching bietet ein vielseitiges Kursprogramm an.[19]
- Es gibt neun Kindergärten im Gemeindegebiet Eching.
- Im Pfarrheim befindet sich eine öffentliche Bücherei.[20]

#### Schulgeschichte
Echings erstes Schulhaus wurde im Jahr 1883 mit einem Kostenaufwand von 12.000 Mark errichtet, zuvor war ein Schulraum im benachbarten Neufahrn von Echinger Kindern mitgenutzt worden. Erster Echinger Lehrer war Georg Gstaltmayer aus Moosburg. Im März 1907 beschloss der Gemeinderat den Bau einer neuen Schule mit nun zwei Räumen, die Einweihung erfolgte am 21. Oktober 1907. Das vorherige Schulgebäude wurde an eine Bäckerei („Kohlweiß“, später „Bäckerei Steinbach“) verkauft. Im Dezember 1951 wurde erstmals eine dritte Lehrkraft eingestellt, wegen der Raumnot bei 160 Kindern in drei Klassen wurde 1952 der Saal des „Alten Wirt“ als zusätzlicher Unterrichtsraum angemietet und ein vierter Lehrer eingestellt. Gleichzeitig wurde für 260.000 Mark ein Anbau für das Schulgebäude errichtet, sodass ab Dezember 1957 sechs Klassenzimmer zur Verfügung standen. Ab dem Schuljahr 1969/70 nutzte die Volksschule Eching ein neues Schulzentrum an der Danziger Straße.

### Feuerwehr
Sowohl in Eching als auch den Gemeindeteilen Dietersheim und Günzenhausen gibt es jeweils eine Freiwillige Feuerwehr, die für den abwehrenden Brandschutz und die allgemeine Hilfe sorgen.

## Entwicklungsziele
Hollerner See:

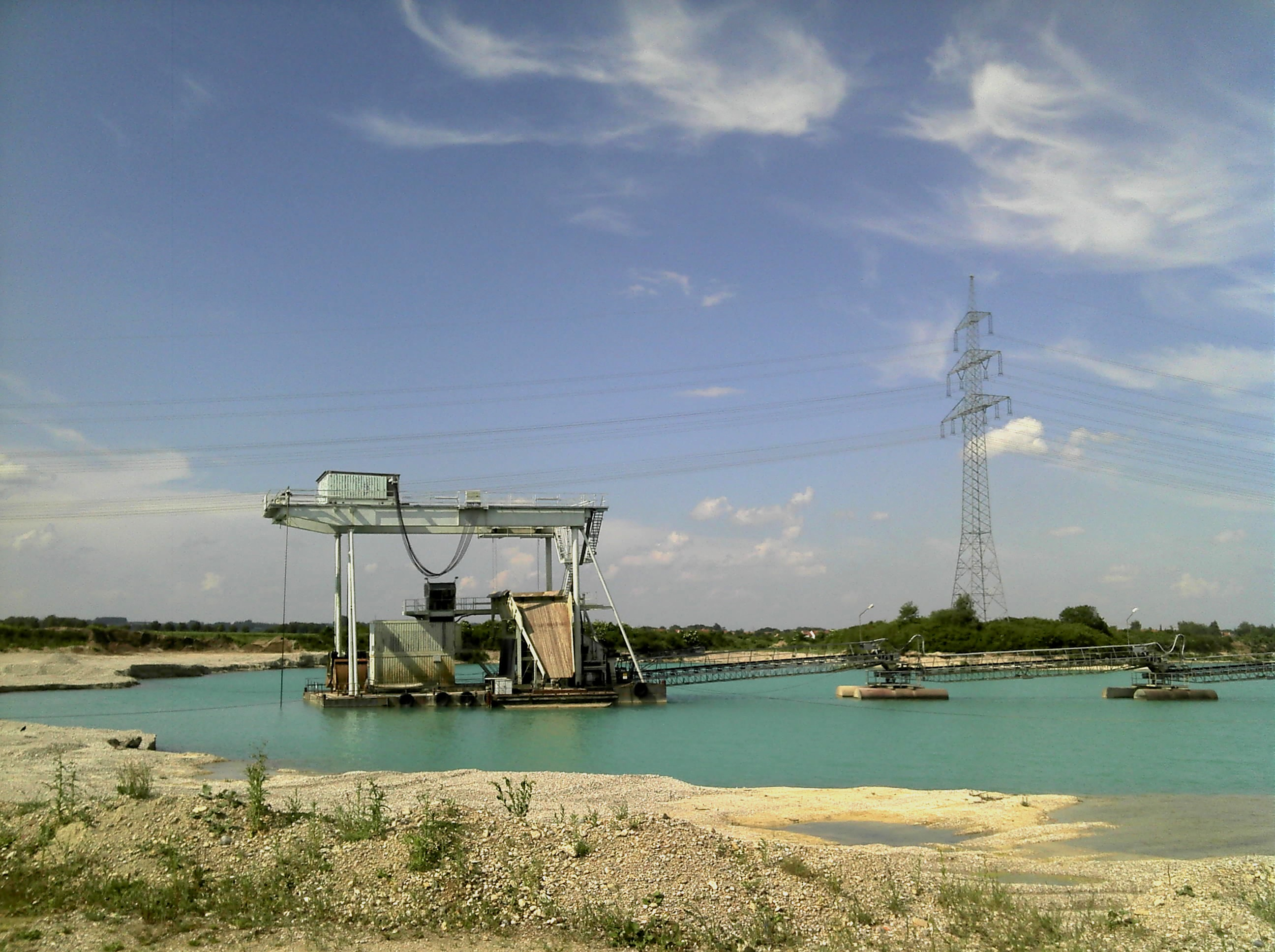
Hollerner See – Kiesabbau, Juni 2011

Ein Ziel der Gemeinde Eching ist die Therme am Naherholungsgebiet Hollerner See, wo zurzeit Kies abgebaut wird. Es soll ein Hotel und ein großes Parkhaus errichtet werden. Dieses Ziel traf jedoch auf viel Kritik, auch aus der Nachbargemeinde Unterschleißheim. Es kam zu einem Bürgerentscheid in Unterschleißheim, wobei die Gegner des Projektes sich durchsetzen konnten. Deswegen stehen die Chancen für dieses Projekt schlecht, da die Stadt Unterschleißheim das Thermalwasser für die Therme liefern sollte. Nun will der Gemeinderat Thermalwasser aus der Stadt Garching holen.
2021 hat der Echinger Gemeinderat beschlossen, die Flächen rund um den Hollerner See wieder unter Landschaftsschutz zu stellen, sodass Pläne für eine Therme endgültig ad acta gelegt wurden. 2023 hat der Echinger Gemeinderat beschlossen, dass im Norden des Hollerner Sees auf rund 15ha Fläche eine Freiflächen-Photovoltaik-Anlage zur regenerativen Energieerzeugung entstehen soll.
Umgehungsstraße: Der Gemeinderat strebt eine Umgehungsstraße um den Gemeindeteil Dietersheim an. Voruntersuchungen im Bereich Verkehr und Naturschutz sind bereits erfolgt. Eine gemeinsame Umsetzung mit der Stadt Garching ist angestrebt.
Umgehungsstraße um den Hauptort sind untersucht worden und nicht Ziel der Gemeinde.

## Ehrenbürger
Folgenden Personen wurden aufgrund ihrer Verdienste um Eching die Ehrenbürgerwürde verliehen:
- Hans Grassl (* 1949), Funktionär in Dietersheimer Vereinen und der Feuerwehr, Gemeinderat (FW, 1980–2020)[27][28]
- Hans Hanrieder, ehemaliger Zweiter Bürgermeister
- Günter Lammel
- Rolf Lösch, Altbürgermeister und Erster Bürgermeister 1992–1998[9]
- Sabine Palitzsch, ehemals zweite Bürgermeisterin und Gründungsmitglied der VHS Eching[29]
- Anton Reichlmair, langjähriger katholischer Pfarrer
- Sybille Schmidtchen (* 1946 oder 1947), Gründerin und Vorsitzende des Fördervereins Musikschule (seit 1997) und des Kulturforums (seit 2014), ehemalige Gemeinderätin (SPD, 1996–2020)[30][27]
- Walburga Buchmeier (1934–2020)
- Erhard Engelhardt (1940–2018), Zweiter Bürgermeister
- Joachim Enßlin (1943–2021), Erster Bürgermeister von 1972–1992 und ehemaliger Berater des Präsidenten von Madagaskar[31][32]
- Elfriede Liebl (1936–2020)[33]
- Romeo Salvini († 2008)